# Ryoko Sekiguchi
Ryoko Sekiguchi(en japonés: 関口 涼子 ; Tokio, 21 de diciembre de 1970) es una escritora, poeta, traductora y crítica gastronómica japonesa.

## Biografía
Estudió historia del arte en la Sorbona y se doctoró en literatura comparada y estudios culturales en la Universidad de Tokio.Reside en París desde hace más de veinte años y escribe sus libros en francés y japonés, lenguas con las que además trabaja como traductora. Colabora con instituciones como el Institut National des Langues et Civilisations Orientales.

## Obra
Ha publicado varios libros sobre el gusto y la relación entre la literatura y la cocina. Entre sus obras escritas en francés, destacan el poemario Héliotropes (2005), el ensayo 961 heures à Beyrouth (2021), con el que obtuvo el galardón de no ficción de la Société des gens de lettres (2022), y La Voix sombre (2015). Con Nagori (2018), un libro de ensayo en el que cuestiona el sentido de la temporalidad, recibió el Coup de Coeur del jurado del Premio Rungis des Gourmets, así como el Premio Mange, Livre.
Selección de poemarios, ensayos y novelas escritas por la autora
- Nagori, P.O.L. Éditeur, 2018. Traducción española de Regina López Muñoz, Editorial Periférica, 2023.
- Manger fantôme, Argol, coll. Vivres, 2012.
- L'astringent, Argol, coll. Vivres, 2012.
- Ce n'est pas un hasard, Chronique japonaise, P.O.L., 2011.
- Adagio ma non troppo, Le Bleu du ciel, 2007.
- Héliotropes, P.O.L. Éditeur, 2005.
- Deux marchés, P.O.L. Éditeur, 2005.
- Le Monde est rond, con Suzanne Doppelt y Marc Charpin, Créaphis, 2004.
- Calque, P.O.L. Éditeur, 2001 (traducción española de Lola Nieto y Antonio F. Rodríguez: Calco, Kokoro Libros, 2018).
- Cassiopée Péca, cipM, 2001.
- Hakkouseï S´Diapositive, Tokio, 2000.
- [Com] position, Tokio, 1996.
- Cassiopée Péca, 1993.